# علي آيت منقلات
علي آيت منقلات أو علي المنقلاتي أو أبو الحسن علي بن عثمان المنجلاتي البجائي الصنهاجي هو رجل دين سني مالكي أشعري قادري من جرجرة في الجزائر بشمال أفريقيا.

## الميلاد
علي بن عثمان المنجلاتي البجائي هو فقيه مالكي زواوي جزائري ولد في بجاية خلال سنة 1344م الموافق لعام 745هـ.

## النشأة
أخذ علي المنقلاتي عن الشيخ عبد الرحمن الوغليسي وغيره · .

## استقراره في بجاية
استقر علي المنقلاتي في مدينة بجاية لتدريس علوم القرآن الكريم مع الفقه المالكي.
وقد اتخذ سيدي علي المانجلاتي من مسجد عين البربر زاوية لتدريس مختلف العلوم الإسلامية خاصة منها الفقه على مذهب مالك بن أنس.
وكان من بين تلاميذه سيدي عبد الرحمن الثعالبي مع سيدي إبراهيم بوسحاقي وسيدي يحيى العيدلي.

## ذريته
كانت للفقيه سيدي علي المنجلاتي ذرية من بينهم منصور آيت منقلات أو أبو علي منصور المنقلاتي، الذي كان مفتي المالكية في بجاية.
وصار أبو علي الزواوي المنجلاتي من فقهاء وعلماء بجاية، ومن ذوي العصبية والقوة فيها، وكان من أصحاب الرأي والتدخل في الأحداث السياسية لمكانته المرموقة.
قال عنه شمس الدين السخاوي في الضوء اللامع: «رأيت من قال أنه الزواوي العالم الشهير، وأنه مات بتونس عام 846 هـ \ 1442م».
وتتلمذ على يدي منصور المنجلاتي العديد من الأعيان، ومن بينهم الإمام محمد بن عبد الكريم بن محمد المغيلي التلمساني (1425م-1504م).

## وفاته
كانت وفاة سيدي علي المنجلاتي في سنة 1412م الموافق لعام 815هـ.
وقد تم دفنه في منطقة بجاية شرق جرجرة وجبال الخشنة والأطلس البليدي.

## ذكر المنجلاتي في التراث الإسلامي
- قال سيدي عبد الرحمان الثعالبي في كتابه تفسير الثعالبي حول علي المانجلاتي:[17]

- قال شمس الدين السخاوي في الصفحة 261 من المجلد الخامس من كتابه الضوء اللامع لأهل القرن التاسع حول علي المانجلاتي:[19]

- قال أحمد بابا التمبكتي في كتابه نيل الابتهاج بتطريز الديباج حول علي المانجلاتي:[21]

- قال أبو القاسم الحفناوي في كتابه «تعريف الخلف برجال السلف» حول الفقيه علي المنقلاتي:[22]

- قال «عادل نويهض» في كتابه «معجم أعلام الجزائر» حول الفقيه علي المنقلاتي:[24]

## مواضيع ذات صلة
- أمازيغ
- زواوة
- منطقة القبائل
- سيدي إبراهيم بوسحاقي
- سيدي عبد الرحمان الثعالبي
- سيدي يحيى العيدلي